# Weston (Florida)
Weston ist eine Stadt im Broward County im US-Bundesstaat Florida.
Das U.S. Census Bureau hat bei der Volkszählung 2020 eine Einwohnerzahl von 68.107 ermittelt.
2008 wurde Weston vom Money Magazine als der beste Wohnort im Bundesstaat Florida betitelt.

## Geographie
Weston liegt westlich von Sunrise und Davie sowie nördlich von Southwest Ranches und Pembroke Pines am Rande der Everglades. 

### Klima
Die Winter in Weston sind meist trocken und warm, die Sommer meist feucht und heiß.

## Demographische Daten
Laut der Volkszählung 2010 verteilten sich die damaligen 65.333 Einwohner auf 24.394 Haushalte. Die Bevölkerungsdichte lag bei 1062,3 Einw./km². 85,8 % der Bevölkerung bezeichneten sich als Weiße, 4,4 % als Afroamerikaner, 0,1 % als Indianer und 4,6 % als Asian Americans. 2,7 % gaben die Angehörigkeit zu einer anderen Ethnie und 2,4 % zu mehreren Ethnien an. 44,9 % der Bevölkerung bestand aus Hispanics oder Latinos.
Im Jahr 2010 lebten in 52,8 % aller Haushalte Kinder unter 18 Jahren sowie 17,9 % aller Haushalte Personen mit mindestens 65 Jahren. 83,7 % der Haushalte waren Familienhaushalte (bestehend aus verheirateten Paaren mit oder ohne Nachkommen bzw. einem Elternteil mit Nachkomme). Die durchschnittliche Größe eines Haushalts lag bei 3,08 Personen und die durchschnittliche Familiengröße bei 3,38 Personen.
33,6 % der Bevölkerung waren jünger als 20 Jahre, 20,0 % waren 20 bis 39 Jahre alt, 34,6 % waren 40 bis 59 Jahre alt und 11,9 % waren mindestens 60 Jahre alt. Das mittlere Alter betrug 38 Jahre. 48,5 % der Bevölkerung waren männlich und 51,5 % weiblich.
Das durchschnittliche Jahreseinkommen lag bei 94.084 $, dabei lebten 4,9 % der Bevölkerung unter der Armutsgrenze.
Im Jahr 2000 war Englisch die Muttersprache von 62,54 % der Bevölkerung, spanisch sprachen 31,40 % und 6,06 % hatten eine andere Muttersprache.

## Schulen und Bildung
Weston verfügt über erstklassige Schulen. Die Cypress Bay High School ist eine der größten Schulen der USA.
- Elementary schools (entspricht der deutschen Grundschule; Klasse 1 bis 5)
  - Country Isles Elementary School
  - Eagle Point Elementary School
  - Everglades Elementary School
  - Gator Run Elementary School
  - Indian Trace Elementary School
  - Manatee Bay Elementary School
- Middle schools („Mittelschule“; Klasse 6 bis 8)
  - Falcon Cove Middle School
  - Tequesta Trace Middle School
- High schools (entspricht den weiterführenden Schulen)
  - Cypress Bay High School
- Privatschulen
  - Sagemont School
- Universitäten
  - American InterContinental University South Florida Campus
  - Broward College (kleiner Campus)

## Kultur und Sehenswürdigkeiten

### Parks
In Weston befinden sich mehrere Parks:
- Tequesta Trace Park: verfügt unter anderem über Baseball- und Fußballfelder.
- Vista Park: Er befinden sich in der Nähe der Cypress Bay High School und der Falcon Cove Middle School.
- Weston Regional Park: verfügt über einen Swimmingpool, sowie über ein Baseball- und Fußballfeld, Spielplätze und vieles mehr.

## Verkehr
Das Stadtgebiet wird von der Interstate 75, dem U.S. Highway 27 sowie den Florida State Roads 25, 84, 818 und 820 durchkreuzt bzw. tangiert. Unweit nordöstlich der Stadt zweigt an einem Verkehrsknoten die I-595 in Richtung Fort Lauderdale und die SR 869 (Sawgrass Expressway, mautpflichtig) in Richtung Deerfield Beach von der I-75 ab.

## Kriminalität
Die Kriminalitätsrate lag im Jahr 2010 mit 74 Punkten (US-Durchschnitt: 266 Punkte) im niedrigen Bereich. Es gab drei Vergewaltigungen, fünf Raubüberfälle, 30 Körperverletzungen, 135 Einbrüche, 585 Diebstähle, 36 Autodiebstähle und eine Brandstiftung.

## Persönlichkeiten
Einwohner:
- Carlos Pena Jr. (* 1989), Schauspieler und Sänger
- Pretty Ricky, Hip-Hop-Gruppe
- Angelo Dundee (1921–2012), ehemaliger Boxtrainer (u. a.: Sugar Ray Leonard und Muhammad Ali)
- Sugar Ray Leonard (* 1956), Boxer
- Roberto Moreno (* 1959), Automobilrennfahrer
- Will Allen (* 1978), Footballspieler bei den Miami Dolphins
- Jason Taylor (* 1974), Footballspieler bei den Miami Dolphins
- John Offerdahl, ehemaliger Footballspieler bei den Miami Dolphins
- Dan Marino (* 1961), NFL Hall of Fame Quarterback bei den Miami Dolphins
- Andre Goodman (* 1978), Footballspieler bei den Denver Broncos
- Brandon Jackson, Footballspieler bei den Cleveland Browns
- Eddie Jones, ehemaliger NFL-Spieler
- Bernie Kosar, ehemaliger Quarterback bei den Cleveland Browns und den Miami Dolphins, College Quarterback der University of Miami Hurricanes
- Randy McMichael, Footballspieler bei den San Diego Chargers
- Joey Porter (* 1977), Footballspieler bei den Arizona Cardinals
- José Canseco (* 1964), ehemaliger Baseball-Spieler
- Bartolo Colón (* 1973), Baseballspieler der New York Mets
- Al Leiter (* 1965), ehemaliger Baseballspieler der New York Yankees, New York Mets, Florida Marlins und Toronto Blue Jays
- Hanley Ramirez (* 1983), Baseballspieler der Florida Marlins
- Manny Ramirez (* 1972), ehemaliger Baseballspieler
- Rodney Rogers (* 1971), ehemaliger NBA-Spieler